# Psilocorsis
Psilocorsis é um gênero de traça pertencente à família Agonoxenidae.